# 莱梅尼勒
莱梅尼勒（法語：Les Mesnuls，法語發音：[le mɛnyl]）是法国伊夫林省的一个市镇，属于朗布依埃区。

## 地理
莱梅尼勒（48°45'23"N, 1°50'17"E）面积6.49 平方千米，位于法国法蘭西島大區伊夫林省，该省份为法国北部内陆省份，北起瓦兹河谷省，西接厄尔省，西南接厄尔-卢瓦省，东南接埃松省，东临上塞纳省。
与莱梅尼勒接壤的市镇（或旧市镇、城区）包括：吉约讷河畔巴佐什、莱布雷维艾尔、蒙福尔拉莫里、伊夫林地区圣莱热、圣雷米洛诺雷。

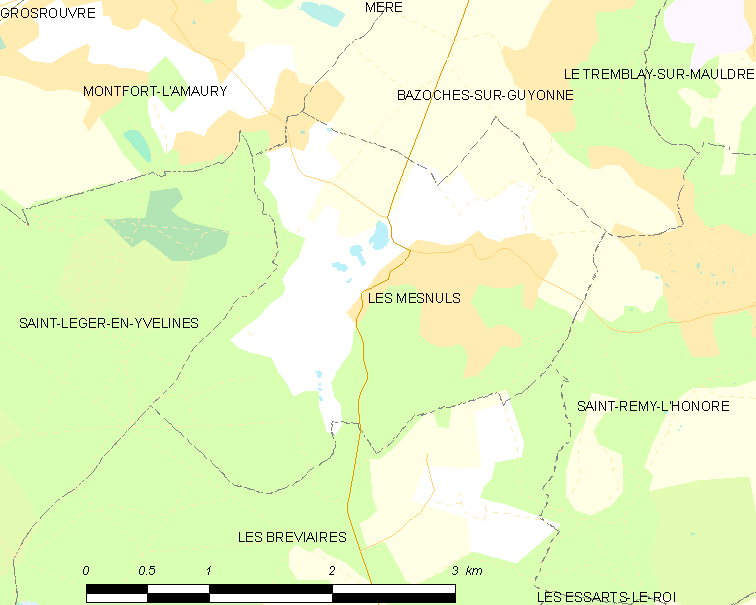
莱梅尼勒的OSM定位图

莱梅尼勒的时区为UTC+01:00、UTC+02:00（夏令时）。

## 行政
莱梅尼勒的邮政编码为78490，INSEE市镇编码为78398。

## 政治
莱梅尼勒所属的省级选区为欧贝让维尔县。

## 人口

1962-2008年间莱梅尼勒人口变化图示

莱梅尼勒于2022年1月1日时的人口数量为893人。